# LN Гидры
LN Гидры (лат. LN Hydrae), HD 112374 — двойная звезда в созвездии Гидры на расстоянии приблизительно 4455 световых лет (около 1366 парсек) от Солнца. Видимая звёздная величина звезды — от +6,9m до +6,57m.
Ярчайшая звезда в своём классе*.

## Характеристики
Первый компонент — жёлто-белый сверхгигант, пульсирующая полуправильная переменная звезда типа SRD (SRD) спектрального класса F3Ia, или G0. Масса — около 6,353 солнечной, радиус — около 92,001 солнечного, светимость — около 11000 солнечных. Эффективная температура — около 6393 K.
Второй компонент — красный карлик спектрального класса M. Масса — около 149,79 юпитерианской (0,143 солнечной). Удалён в среднем на 2,77 а.е..